# Селковский сельский округ
Селковский сельский округ — упразднённая административно-территориальная единица, существовавшая на территории Сергиево-Посадского района Московской области в 1994—2006 годах.
Селковский сельсовет был образован в первые годы советской власти. По данным 1922 года он входил в состав Хребтовской волости Сергиевского уезда Московской губернии.
В 1923 году к Селковскому с/с был присоединён Запольский с/с.
По данным 1926 года в состав сельсовета входили деревни Алексеевские выселки, Запольское, Катунино, Петрушино и Селково.
В 1929 году Селковский с/с был отнесён к Константиновскому району Кимрского округа Московской области.
17 июля 1939 года к Селковскому с/с был присоединён Мергусовский сельсовет (селения Копалово, Мергусово и Толстоухово).
14 июня 1954 года к Селковскому с/с был присоединён Новский с/с.
22 июня 1954 года селение Пустое Рождество было передано из Селковского с/с в Хребтовский.
7 декабря 1957 года Константиновский район был упразднён и Селковский с/с был передан в Загорский район.
30 декабря 1959 года Селковский с/с был упразднён, а его территория включена в Хребтовский с/с.
9 января 1991 года Селковский с/с был восстановлен путём выделения из Торгашинского с/с. В его состав вошли населённые пункты Селково, Барово, Большие Дубравы, Ваулино, Григорово, Запольское, Катунино, Климово, Малинки, Малые Дубравы, Мергусово, Новая Шурма, Ново, Петрушино, Толстоухово и Трёхселище.
16 сентября 1991 года Загорский район был переименован в Сергиево-Посадский.
3 февраля 1994 года Селковский с/с был преобразован в Селковский сельский округ.
В ходе муниципальной реформы 2005 года Селковский сельский округ прекратил своё существование как муниципальная единица. При этом все его населённые пункты были переданы в сельское поселение Селковское.
29 ноября 2006 года Селковский сельский округ исключён из учётных данных административно-территориальных и территориальных единиц Московской области.